# Archibasis rebeccae
Archibasis rebeccae är en trollsländeart som beskrevs av Stanley Wells Kemp 1989. Archibasis rebeccae ingår i släktet Archibasis och familjen dammflicksländor. IUCN kategoriserar arten globalt som nära hotad. Inga underarter finns listade i Catalogue of Life.